# Meigenia agilis
Meigenia agilis là một loài ruồi trong họ Tachinidae.